# Džungarský Alatau
Džungarský Alatau (kazašsky Жетісу Алатауы, pohoří sedmi řek, rusky Джунгарский Алатау, čínsky 准格尔阿拉特, pinyin Zhǔngéěr Ālātè, český přepis Čun-ke-er A-la-tche, mongolsky Алаг Уул) je horské pohoří ve střední Asii, považované buď za součást Ťan-šanu, nebo za samostatné pohoří. Táhne se západovýchodním směrem mezi řekou Karašal a Džungarskou bránou podél kazachstánsko-čínské hranice. Ze západu a severu je obklopeno Balchašsko-alakolskou pánví, ze severovýchodu jej Džungarská brána odděluje od pohoří Tarbagataj, z východu je obklopeno Džungarskou pánví, na jihovýchodě navazuje u jezera Sayram na pohoří Borochoro a z jihu je od Zailijského Alatau odděleno údolím řeky Ili. Pohoří má na délku dle jednoho zdroje zhruba 350 km, dle jiného 450 km,, na šířku pak v různých částech cca 50–190 km. Nejvyšším vrcholem s nadmořskou výškou 4622 metrů je hora nazývaná Alagordy, Besbaskan, nebo Štít Semjonova Ťanšanského.

## Členění
Džungarský Alatau se skládá z několika paralelních hřbetů, z nichž hlavní leží na severu a tvoří hranici mezi Čínou a Kazachstánem. V tomto hlavním hřebenu se také nachází nejvyšší vrchol pohoří. Jižně od hlavního hřebene se nacházejí hřbety Toksanbaj a Bežintau, které jsou od hlavního hřbetu oddělené údolími řek Koksu a Boro-tala. S hlavním hřebenem je spojuje krátký poledníkový hřeben, tvořící rozvodí mezi těmito řekami. Tyto hřbety pak také na východě navazují na pohoří Borochoro. Ještě jižněji se nachází hřeben Tyškantau, dosahující výšky až 4359 metrů.

## Geologie a geomorfologie
Džungarský Alatau byl vyvrásněn v paleozoiku zejména hercynským vrásněním. V průběhu mezozoika a paleogénu byl povrch zarovnán do podoby platformy a poté od neogénu vyzdvižen podél zlomových linií. Pro reliéf pohoří jsou tak typické zbytky starého peneplénu vyzdvižené do výšek 3–4 km, a tvořící stupňovité plošiny – syrty. Většina vrcholů je tvořena výstupy žul. Zastoupeny jsou také metamorfované břidlice středního a mladšího paleozoika, méně často metamorfované paleozoické pískovce či vápence. Podhorské tektonické deprese jsou vyplněny třetihorními a čtvrtohorními usazeninami.
Vyšší části pohoří jsou zaledněné, sněžná čára se pohybuje ve výškách od 3 200 na severních svazích do 3 800 m na jižních svazích. Celková plocha zalednění je 900 nebo 1000 km². Ledovce dosahují délek až 8 km.

## Vegetace
V Džungarském Alatau jsou zastoupeny všechny výškové vegetační stupně. Pohoří se zvedá z okolních stepí a polopouští. Ve výškách 1 500–2 400 metrů se na severních svazích nacházejí lučně-lesní společenstva tvořená smrkem Schrenkovým (Picea schrenkiana) a jedlí sibiřskou (Abies sibirica) se zastoupením břízy, osiky a divoké jabloně. Výše, v subalpinské zóně, se nacházejí pestré trávníky s kakosty a psárkou a s keřovitými porosty jalovce (Juniperus turkestanica). Od výšek 2 750 metrů je pak řídká alpinská vegetace.